# Embellisia tellustris
Embellisia tellustris är en svampart som beskrevs av E.G. Simmons 1983. Embellisia tellustris ingår i släktet Embellisia och familjen Pleosporaceae.   Inga underarter finns listade i Catalogue of Life.